# Kozelščynský rajón
Kozelščynský rajón (ukrajinsky Козельщинський район) byl rajón v Poltavské oblasti na Ukrajině. Hlavním městem byla Kozelščyna a rajón měl přibližně 18 tisíc obyvatel. 

## Sídla v rajónu
- Kozelščyna
- Nova Haleščyna